# Run Through the Jungle/Up Around the Bend
Run Through the Jungle/Up Around the Bend è un singolo dei Creedence Clearwater Revival, pubblicato nel 1970.

## Il disco
È stato il secondo singolo estratto dall'album Cosmo's Factory e raggiunse la posizione numero 4 della Billboard Hot 100 e la posizione numero 3 della UK singles chart. Come lato B uscì Up Around the Bend.

## Tracce
Lato A
1. Run Through the Jungle – 3:11 (John Fogerty)

Lato B
1. Up Around the Bend – 2:43 (John Fogerty)

## I brani
Run Through the Jungle
Il titolo, il testo e l'anno di uscita hanno fatto credere a molti che si tratti di un brano contro la guerra del Vietnam. In realtà nel 2016 John Fogerty dichiarò che riguardava la proliferazione delle armi da fuoco negli Stati Uniti. 
Il brano diventò uno dei classici del gruppo, condotto dal lungo riff di chitarra elettrica e armonica.
Up Around the Bend